# قيلة مائية
الأُدْرَة أو الأدرة المائية أو القِيلَة المائية أو القَيْلَة (بالإنجليزية: Hydrocele)‏ هي انتفاخ في كيس الصفن نتيجة تجمع لسائل صافي شبيه بالماء في الغلاف المحيط بالخصية الذي يدعى بالغِلاَلَةُ الغِمْدِيَّةْ (بالإنجليزية: غلالة غمدية (خصية))‏.

## الأعراض
انتفاخ في كيس الصفن غالبا في جهة واحدة من كيس الصفن، متفاوت الأحجام وغالبا ما يكون أمام الخصية وغير مصاحب بألم. تتميز القيلة المائية بأن ملمسها ناعم ويمكننا أيضا الإحساس بوجود السائل. على عكس سرطان الخصية، ملمسه خشن والورم قاسي وصلب.

## الأسباب
عند الشخص الطبيعي، الطبقات المحيطة بالخصية تفرز سوائل بكميات قليلة جدا، لكن عندما يقل تصريف هذه السوائل تنشأ القيلة المائية. عند الأطفال قد تحدث القيلة عندما لا يَنغلق النَّاتِئُ الغِمْدِيُّ (بالإنجليزية: Processus vaginalis)‏ في المرحلة الجنينية بشكل تام، مما يسمح للسائل الصفاقي (البيريتوني) بالتجمع حول الخصية. أيضا قد تنشأ القيلة المائية من إصابات أو التهابات أو أورام الخصية. ولكن في أغلب الأحيان تكون مجهولة السبب.

## التشخيص
أخذ التاريخ المرضي المفصّل والفحص السريري الجيد من أهم الوسائل للتوصل للتشخيص السليم. في الفحص السريري عند تسليط الضوء على القيلة المائية من جهة معينة سنلاحظ أن الضوء يخترق القيلة ويضيء من خارجها من الجهة الأخرى، لأن السائل الصافي ناقل جيد للضوء.
للوصول إلى التشخيص الدقيق، يمكننا استعمال الأشعة الفوق الصوتية أو ما يدعى بالسونار لمشاهدة السائل الموجود في القيلة المائية.

## العلاج
في غالب الأحيان تختفي تلقائيا. يمكننا التخلص من السائل بسحبه باستعمال إبرة، لكن هذه الطريقة لا تعالج السبب ولذلك السائل سيتجمع مرة أخرى.
أيضا يمكننا اللجوء إلى المعالجة بالتصليب (بالإنجليزية: المعالجة بالتصليب)‏ بعد سحب السائل. إذا استمرت القيلة المائية على حجمها أو زادت فالطريقة المثلى للعلاج هي بالتدخل الجراحي.

## التأثير على الإخصاب
القيلة المائية بذاتها لا تؤثر على الإخصاب. لكن قد يكون المسبب للقيلة المائية له تأثير على الإخصاب كالأورام أو الإلتهابات الشديدة أو الإصابات.